# Stefan Grützner
Stefan Grützner (n. 29 iunie 1948, Chemnitz, Germania) este un halterofil ce a reprezentat Republica Democrată Germană, medaliat olimpic. A participat la o ediție a Jocurilor Olimpice (1972) în care a câștigat o medalie de bronz.

## Participări
Lista de mai jos prezintă principalele competiții la care a participat Stefan Grützner de-a lungul carierei.
- weightlifting at the 1972 Summer Olympics – men's 110 kg[*]